# Ceiba Baja
Ceiba Baja es un barrio ubicado en el municipio de Aguadilla en el estado libre asociado de Puerto Rico. En el Censo de 2010 tenía una población de 2356 habitantes y una densidad poblacional de 360,4 personas por km².

## Geografía
Ceiba Baja se encuentra ubicado en las coordenadas 18°27′35″N 67°4′51″O / 18.45972, -67.08083. Según la Oficina del Censo de los Estados Unidos, Ceiba Baja tiene una superficie total de 6.54 km², de la cual 6.53 km² corresponden a tierra firme y (0.08%) 0.01 km² es agua.

## Demografía
Según el censo de 2010, había 2356 personas residiendo en Ceiba Baja. La densidad de población era de 360,4 hab./km². De los 2356 habitantes, Ceiba Baja estaba compuesto por el 81.15% blancos, el 10.36% eran afroamericanos, el 0.13% eran amerindios, el 0.13% eran asiáticos, el 5.6% eran de otras razas y el 2.63% pertenecían a dos o más razas. Del total de la población el 98.77% eran hispanos o latinos de cualquier raza.